# Poziomowanie produkcji
Poziomowanie produkcji (jap. heijunka) – technika lean managementu polegająca na odpowiednim planowaniu i bilansowaniu produkcji w celu uniknięcia przestojów maszyn i pracowników oraz gromadzenia nadmiernych zapasów.

## Historia
Metoda ta została opracowana po II wojnie światowej w japońskiej spółce Toyota Motor Company, jako część Systemu Produkcyjnego Toyoty (TPS).

## Opis
Założeniem heijunki jest jak najlepsze wykorzystanie już istniejących zasobów. Zamówienia klienta zazwyczaj nie są regularne, a ilości zamawianych produktów często się wahają. Zatem nie należy ustawiać produkcji kierując się aktualnymi zamówieniami, lecz należy wziąć średnie wartości zamówień i codziennie produkować taką samą ilość produktów. Spowoduje to równomierne obciążenie maszyn i pracowników, natomiast klient nie będzie rozczarowany długim czasem oczekiwania na całość zamówienia, ale będzie miał wrażenie, że producent od razu zareagował na jego zamówienie. 
Inne przyczyny nierównomiernej produkcji to błędy w zamówieniach części i materiałów produkcyjnych, różnorodność procesu dla poszczególnych towarów, oraz różnice w wydajności pracy poszczególnych maszyn oraz pracowników. Z tych względów, poziomowanie wykonać można w dwóch płaszczyznach, tj. z uwagi na sam rozmiar zamówień oraz uwzględniając treść zamówień. Poza zmniejszeniem partii przekazywanych do produkcji, dodatkowe elementy sprzyjające osiągnięciu wypoziomowanej produkcji to: 
- standaryzacja procesów dla każdego etapu pracy
- umożliwienie szybkiego przezbrojenia maszyn, kiedy różne towary produkowane są na tych samych maszynach
- optymalizacja czasu taktu produkcji